# Conrado Ramonet
Conrado Ramonet fue un director de teatro y dramaturgo argentino que falleció en Buenos Aires, Argentina, el 7 de junio de 2010 luego de una extensa carrera en su actividad.

## Actividad teatral
Inició su vida como teatrista en 1956, en el "Nuevo Teatro", el mítico ámbito comprendido en el Movimiento de Teatros Independientes de la Argentina y conducido por Alejandra Boero y Pedro Asquini, primero como alumno, más tarde como ayudante de dirección y finalmente como director. Allí estuvo, además, a cargo de cursos destinados a los actores del elenco.
Participó como invitado especial en seminarios de Lee Strasberg y Jean Vilar.
En la década de 1970 obtuvo la Licenciatura en Psicología en la Facultad de Psicología de la Universidad de Buenos Aires, logrando articular su vocación artística con su pasión por el Psicoanálisis. Fue así que trabajó como terapeuta en grupos de terapia psicodramática además de atender su gabinete psicoanalítico.
Desde 1993 tuvo a su cargo la Cátedra Psicología Evolutiva y de la Creatividad, primero en la entonces Escuela Superior de Teatro y después en la Facultad de Arte de la Universidad Nacional del Centro de la Provincia de Buenos Aires.
En 1997 participó en el programa de televisión "Taller@rte", transmitido por Canal 7 con la conducción de Mónica Moretto y Quique Dupláa en la que tenía a su cargo mostrar cómo trabajan los estudiantes de teatro, contando con un artista invitado por programa y entrevistas a actores y actrices que tenían una obra en cartel. 
Entre las más de cuarenta puestas en escena que realizó se destacaron La máquina de sumar , de Elmer Rice (1960); Polvo púrpura (1963), La cacería , de Eduardo Pavlovsky (1969); El último match , de Pavlovsky, con Rodolfo Bebán, Enrique Pinti, Julio De Grazia y Elena Tasisto (1970, en el Teatro General San Martín); Lysístrata de Aristófanes, con Alejandra Boero y Norma Bacaicoa (1974, en el San Martín), y Reíte, Carlitos, de Carlos Antón (1982, en Teatro Abierto). 
Ramonet fue profesor en numerosas instituciones, entre ellas en la Alianza Francesa, el teatro IFT y la Escuela Nacional de Arte Dramático, así como en otras de Tandil, Trelew, Junín y Mar del Plata. Dirigió compañías teatrales en Tandil, Trelew y Mar del Plata, fue uno de los fundadores del Taller Teatro Siembra, en esta ciudad, y obtuvo el Premio Estrella de Mar al Mejor Espectáculo Marplatense de 1980/1981 con su puesta de El burgués gentilhombre, de Molière. 
Escribió entre otras obras: Lupus (1972), Historia de Oreste, Hamlet o El Rosendo (1979), Los juegos de Lisa (1986), El burlador de Pompeya (1987) y La penúltima cena.

## Qué era el teatro para Ramonet
Ramonet en una oportunidad declaró: 

"El teatro es una actividad que me procura el mayor placer -motivo anterior al pensamiento-. Ya desde el punto de vista intelectual, pienso que es como todo el arte, una forma de conocimiento, una manera de indagar en la realidad del hombre. Los artistas dan la imagen más profunda del hombre. Lo político concreto es secundario, es uno de los modos de expresión del hombre".

Ramonet, que además había escrito una biografía de Antonio Cunill Cabanellas, falleció en Buenos Aires el 7 de junio de 2010.